# زوراگت (رود)
زوراگت ارمنی: Ձորագետ رودی است در کشور ارمنستان که در استان لوری جریان دارد که از محل اتصال رشته کوه‌های بازوم و جاواختی در استان لوری سرچشمه می‌گیرد  و در نزدیکی روستای دزوراگیوغ به رود دبد می‌ریزد. طول آن ۶۷ کیلومتر (۴۲ مایل) و مساحت حوضه آبخیز (دبی) آن ۱٬۴۶۰ کیلومتر مربع می‌باشد.

## نگارخانه

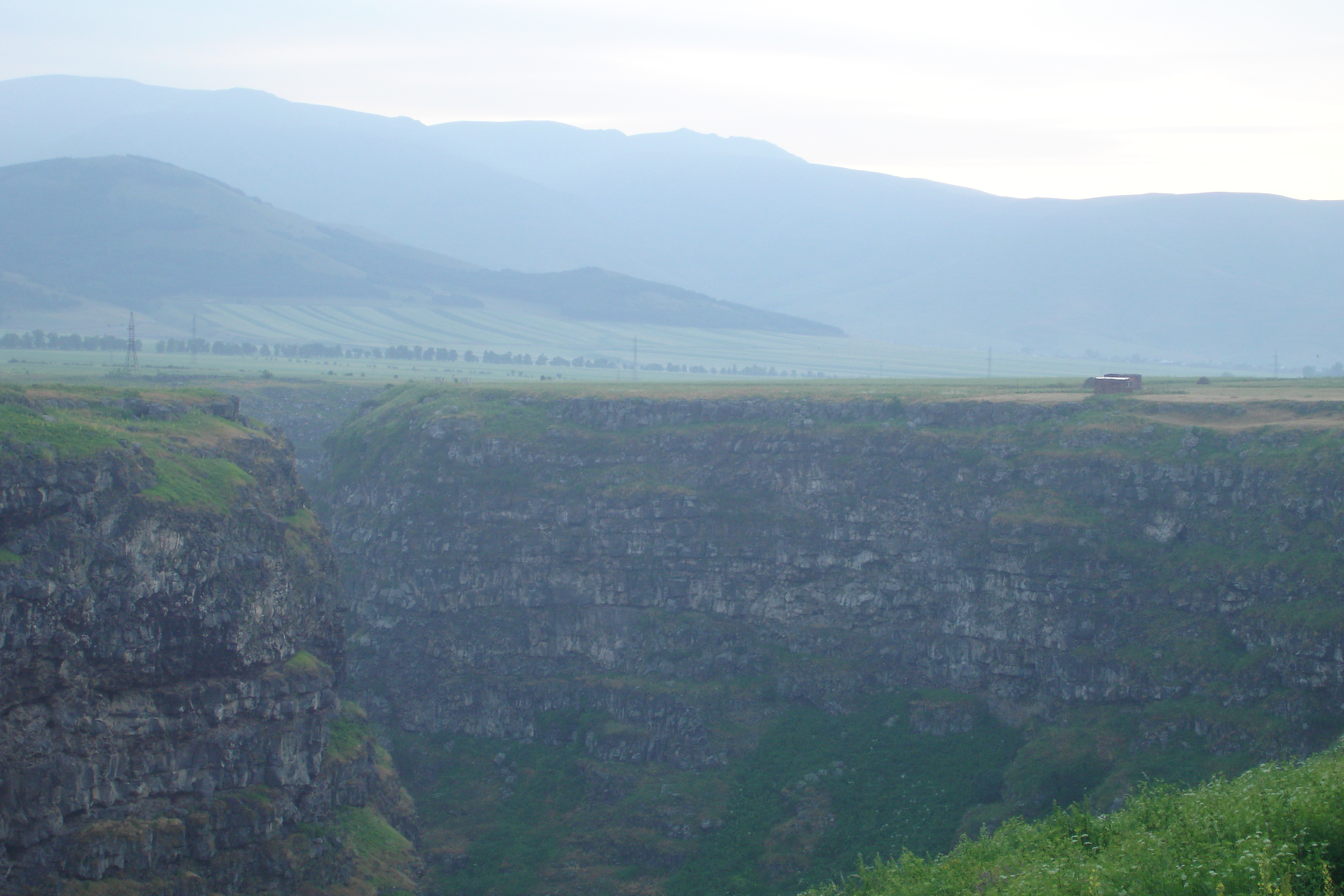
ژرف‌دره زوراگت.
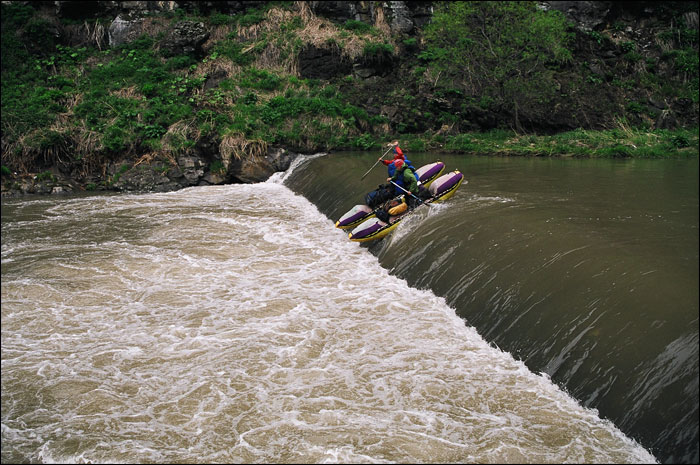
کایاک رانی در رود زوراگت
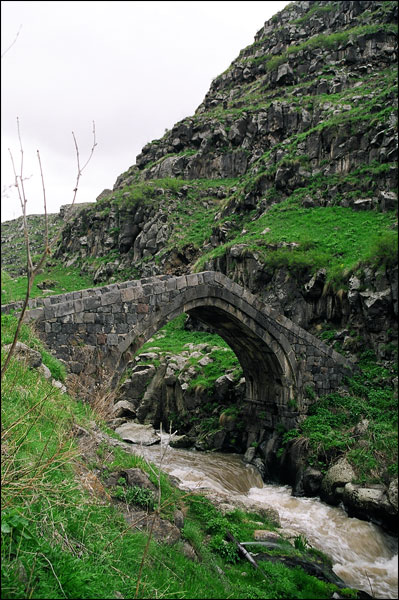
پل زوراگت
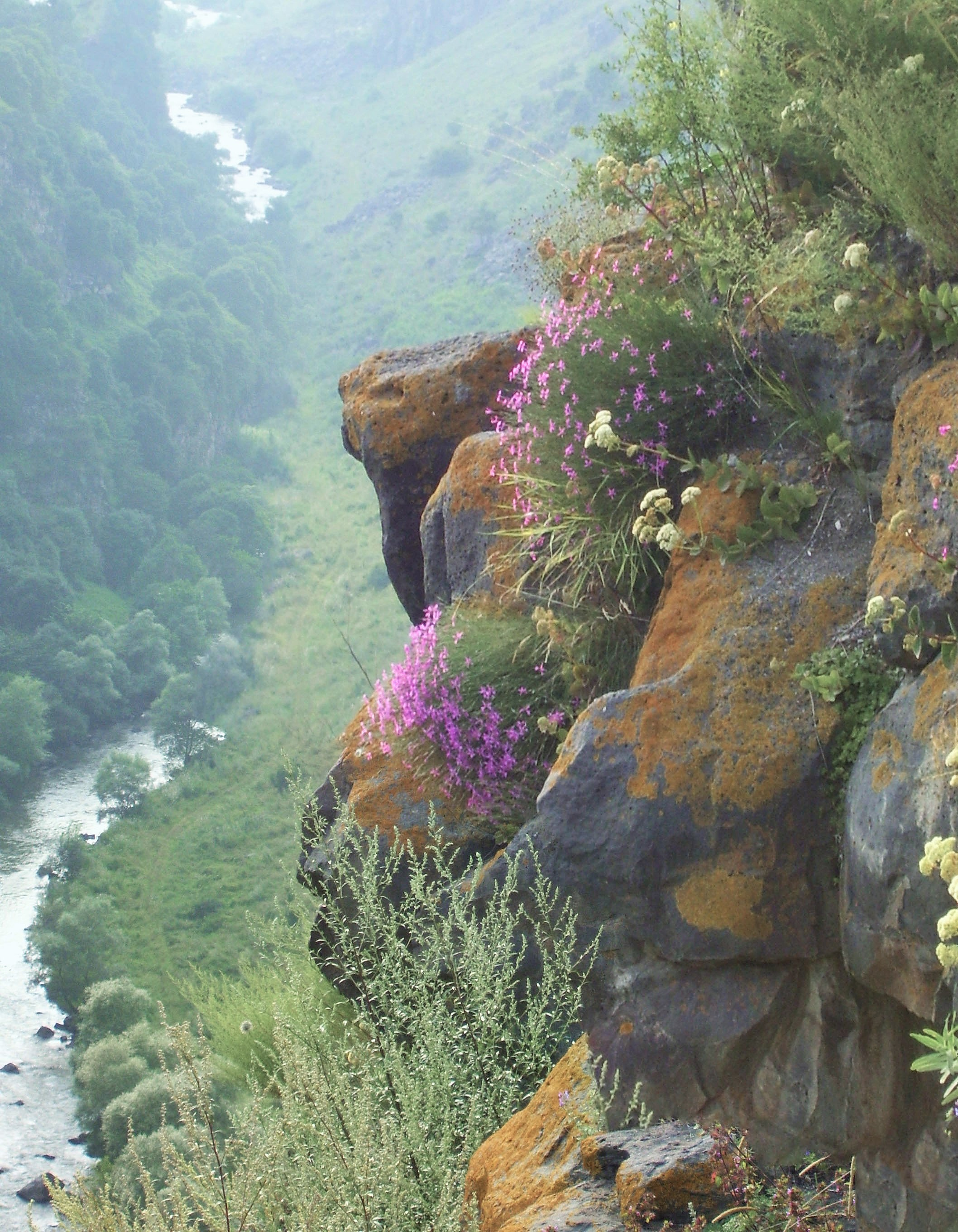
ژرف‌دره رود زوراگت از فراز لوری برد
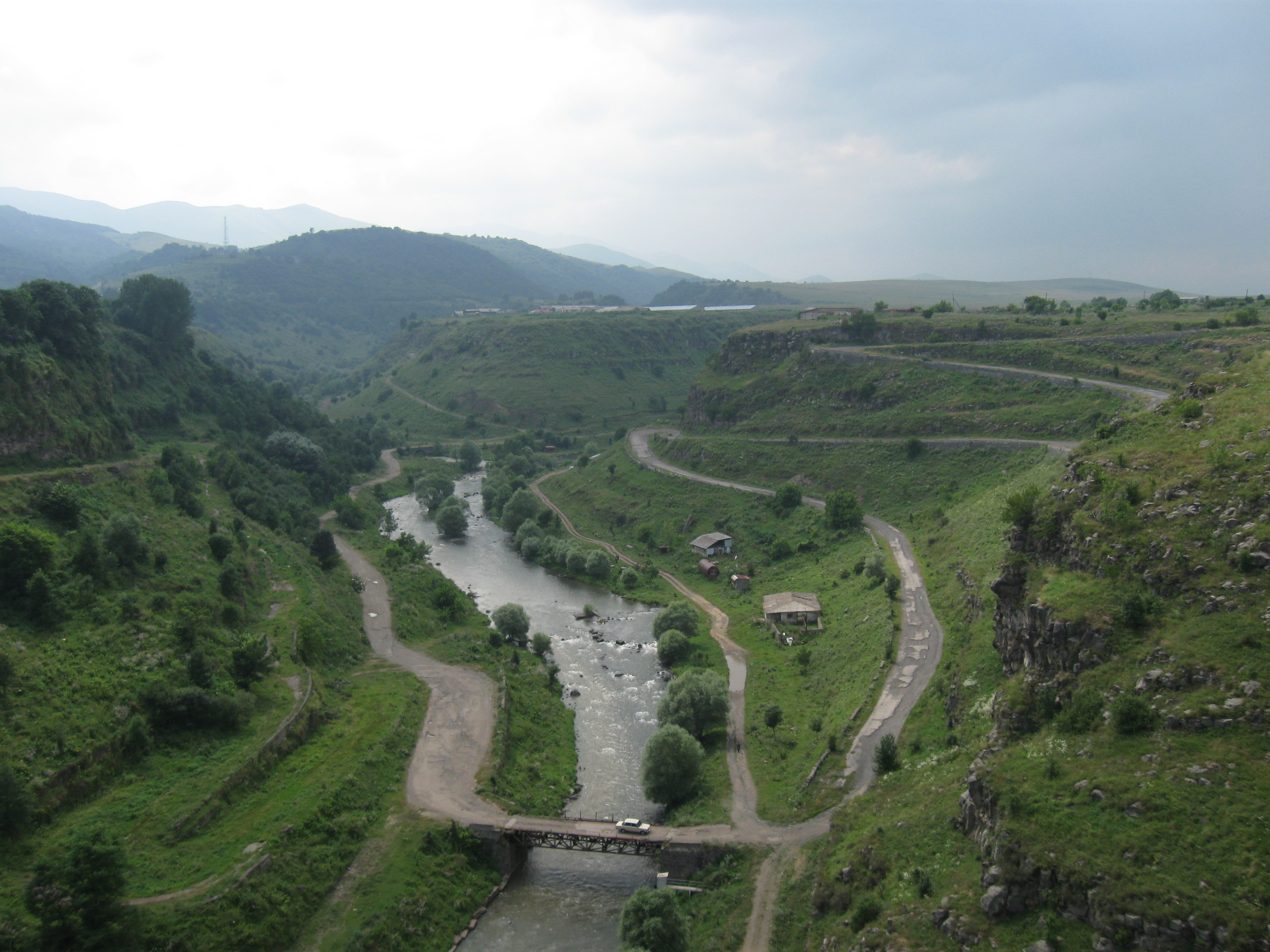